# مون جيونغ هي
مون جيونغ هي (بالكورية: 문정희)‏ (من مواليد 12 يناير 1976) هي ممثلة مسرحية وسينمائية وتلفزيونية كورية جنوبية. تخرجت من الجامعة الوطنية الكورية للفنون بدرجة الدراسات المسرحية. ظهرت لأول مرة بالمسرح عام 1998 في فيلم إخوة الدم [الإنجليزية]     

## الأعمال

### أفلام
| السنة | العنوان  | الدور       | مرجع  |
| ----- | -------- | ----------- | ----- |
| 2025  | المباراة | جونغ مي هوا | [ 6 ] |

## وصلات خارجية
- مون جيونغ هي على موقع IMDb (الإنجليزية)
- مون جيونغ هي على موقع قاعدة بيانات الفيلم (الإنجليزية)